# Ulster Museum
L'Ulster Museum est un musée généraliste de Belfast en Irlande du Nord fondé au début de XIXe siècle. Il est situé au cœur du jardin botanique de la ville.

## Historique
Le musée est créé en 1821 par la société d'histoire naturelle de Belfast, et est ouvert au public en 1833. La galerie d'art ouvre en 1890. Le musée aménage à son emplacement actuel en 1929 et son nouveau bâtiment est dessiné par James Cumming Wynne. Un agrandissement majeur est effectué entre 1962 et 1964. Ce nouveau bâtiment est un représentant du brutalisme en architecture.

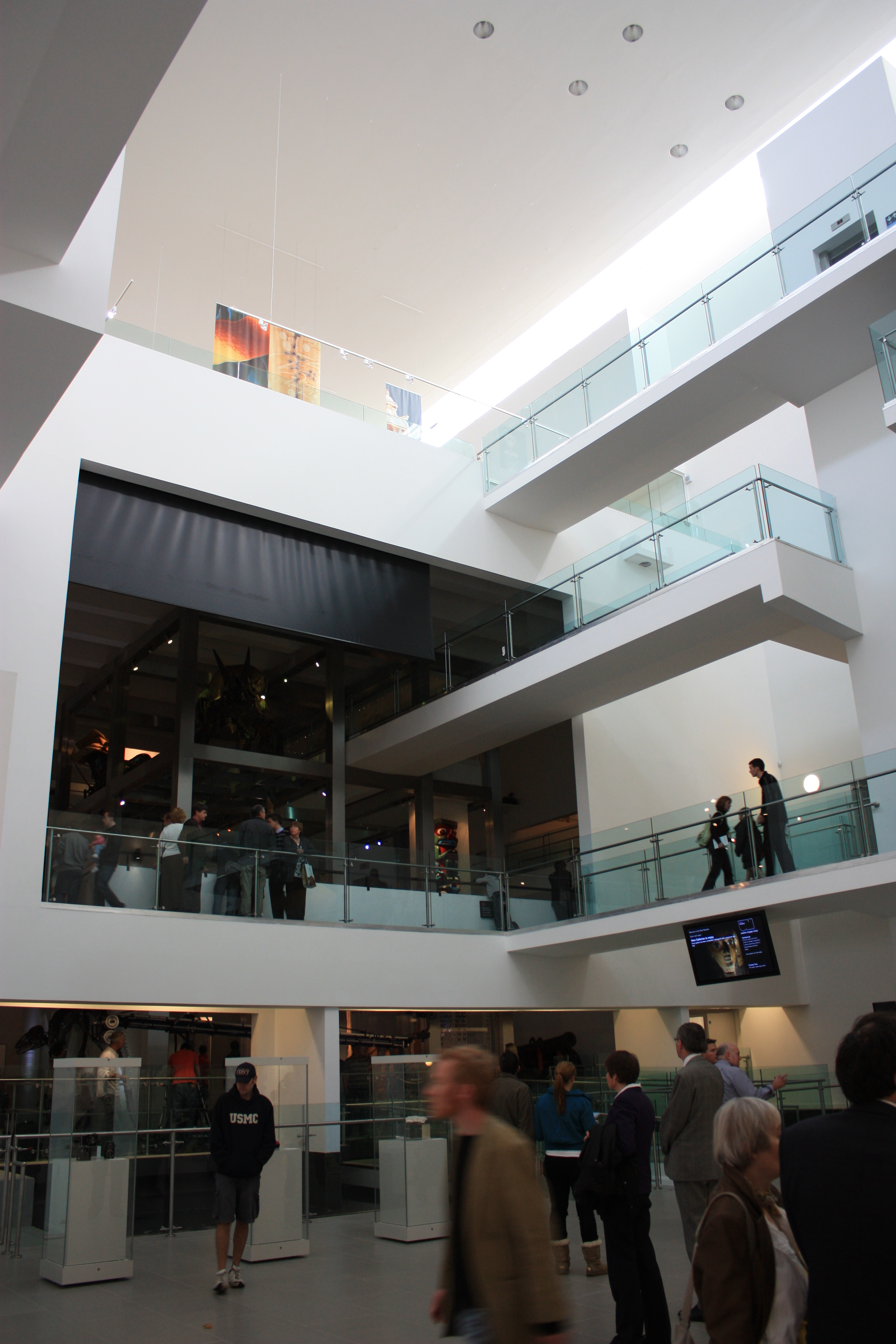
Ulster Museum

Depuis les années quarante, le musée a assemblé une intéressante collection d'œuvres d'artistes modernes irlandais.
En 1998, l'Ulster Museum qui comprend déjà l'Armagh County Museum, fusionne avec l'Ulster Folk and Transport Museum et l'Ulster-American Folk Park pour former les « National Museums and Galleries of Northern Ireland » (MAGNI).

## Collections
Le musée dispose de 8 000 m² de salles où sont exposées des pièces provenant des différentes collections. Ses collections couvrent les beaux-arts, les arts appliqués, l'archéologie, l'ethnographie, l'histoire locale, la numismatique, l'archéologie industrielle mais aussi l'histoire naturelle avec la botanique, la zoologie et la géologie.
Dans le domaine de l'histoire naturelle, le musée conserve d'importantes collections d'oiseaux, de mammifères originaires d'Irlande, d'insectes, de mollusque, d'invertébrés marins, de plantes à fleurs, d'algues et de lichens. Il possède aussi une collection de roches, minéraux et fossiles. Sa bibliothèque comprend des ouvrages et des manuscrits relatifs à l'histoire naturelle de l'Irlande.

### Peintures et sculptures
Le musée expose des œuvres de :
- Jean Dubuffet
- Morris Louis
- Anthony Caro
- Karel Appel
- Francis Bacon
- Joseph Beuys
- Eduardo Paolozzi
- Jean-Robert Ipoustéguy
- Henri Laurens